# Retrato de Pietro Aretino
Retrato de Pietro Aretino é uma pintura a óleo sobre tela, realizada em 1545 por Tiziano, mestre do renascimento veneziano. Integra a coleção da Sala di Venere, na Galleria Palatina, no Palazzo Pitti, em Florença.
A obra chegou a Florença no ano da sua execução (1545) como presente do próprio Pietro Aretino a Cosme I de Médici. O homem de letras toscano viveu em Veneza, e era amigo de Ticiano, que fez o seu retrato acentuando as características perturbadoras da personagem. Os tribunais europeus temiam, de facto, este escritor polémico, ferozmente satírico e provocador. 
Trata-se de uma poderosa pintura ao estilo de Michelangelo, e que é justamente considerada uma das obras-primas do retrato de Ticiano. É característica das suas obras posteriores quando o pintor experimentou um estilo "esboçado", evidenciado aqui pelo manto inacabado, esplêndido na sua representação das dobras e reflexos do tecido, mas embelezado com moderação. Esta licença artística, conhecida como o estilo "inacabado" dos últimos anos de Ticiano, não parecia ser completamente compreendida por Aretino que, apesar de ser amigo e admirador do artista, o acusou de apressar a obra. Mesmo assim, sobre a sua representação, o retratado Pietro Aretino fez este julgamento: "Ela respira, tem pusação e conduz a mente na direção em que vejo a vida."